# Sierra Leona en los Juegos Olímpicos de Río de Janeiro 2016
Sierra Leona participó en los Juegos Olímpicos de Río de Janeiro 2016 con un total de cuatro deportistas, que compitieron en dos deportes. La nadadora Bunturabie Jalloh fue la abanderada en la ceremonia de apertura.

## Participantes
Atletismo
- Ishmail Kamara (100 metros masculinos)[2]
- Hafsatu Kamara (100 metros femeninos)[2]

Natación
- Osman Kamara (50 metros estilo libre masculinos)[2]
- Bunturabie Jalloh (50 metros estilo libre femeninos)[2]